# Barbara Okoń-Makowska
Barbara Okoń-Makowska – polska realizatorka dźwięku i pedagożka.
Absolwentka Wydziału Reżyserii Dźwięku Państwowej Wyższej Szkoły Muzycznej w Warszawie. Pracowała w Studiu Eksperymentalnym Polskiego Radia w Warszawie (SEPR), gdzie była pierwszą kobietą zatrudnioną na stanowisku realizatora. Wykładowczyni Uniwersytetu Muzycznego Fryderyka Chopina. Członkini Polskiego Stowarzyszenia Muzyki Elektroakustycznej (PSeME).

## Życiorys

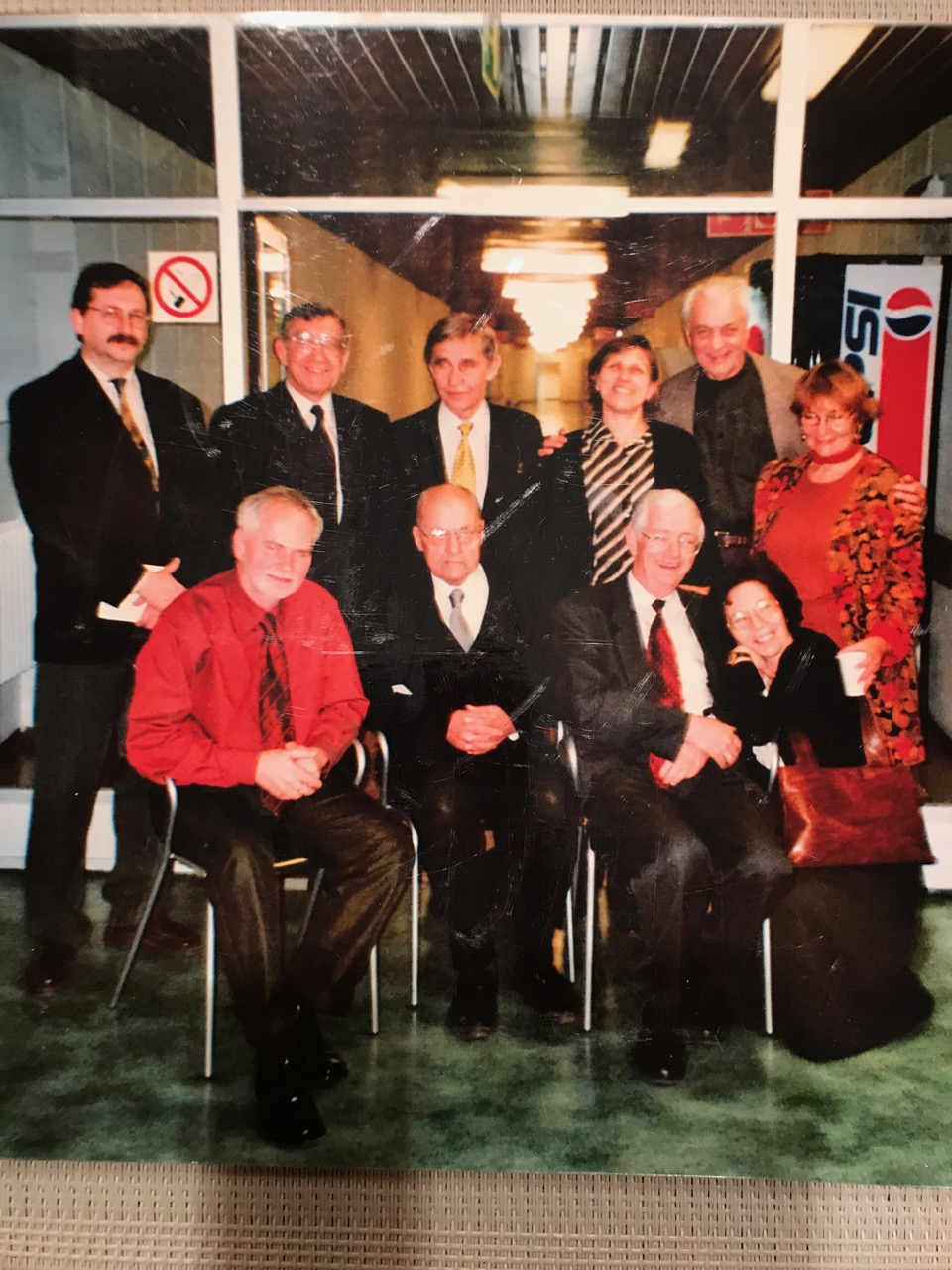
Ostatnia fotografia Zespołu SEPR (2002)

W Studiu Eksperymentalnym Polskiego Radia realizowała utwory m.in. Włodzimierza Kotońskiego, Bogusława Schaeffera, Elżbiety Sikory i Krzysztofa Knittla. Komponowała i realizowała muzykę na potrzeby filmu, telewizji, teatru i spektakli multimedialnych. Współpracuje m.in. z Teatrem Polskiego Radia, Programem 2 Polskiego Radia i Międzynarodowym Festiwalem Muzyki Współczesnej Warszawska Jesień. Barbara Okoń-Makowska jest pracownikiem naukowym Katedry Akustyki Muzycznej Uniwersytetu Muzycznego Fryderyka Chopina.
Autorka książki pt. „SYMFONIA muzyka elektroniczna Bogusława Schaeffera w stylu epoki” (wyd. AUDIOLOGOS 2013). Brała udział w dyskusji pt. „REŻYSER-MIKSER-WYKONAWCA. Rola realizatora w Studiu Eksperymentalnym” w ramach międzynarodowej konferencji zorganizowanej w 2017 r. w związku z 60. rocznicą powstania SEPR przez Muzeum Sztuki w Łodzi i Instytut Adama Mickiewicza. Zapis dyskusji opublikowano w tomie pokonferencyjnym pt. „Czarny pokój i inne pokoje”.

## Utwory autonomiczne
Barbara Okoń-Makowska jest autorką nowej realizacji utworu „Symfonia – muzyka elektroniczna” Bogusława Schaeffera.